# Ollinjärvi (Jukkasjärvi socken, Lappland)
Ollinjärvi är en sjö i Kiruna kommun i Lappland och ingår i Torneälvens huvudavrinningsområde.